# Viologene
Die Viologene sind quartäre 4,4′-Bipyridinium-Salze, die ausgeprägte Photochromie zeigen. Durch Einelektronenübertragung werden sie in einer reversiblen Reaktion in intensiv farbige Radikale umgewandelt. Das Herbizid Paraquat-dichlorid (Methylviologen) beispielsweise ist farblos, das Reduktionsprodukt hingegen tief violett gefärbt. Die leichte Radikalbildung ist für die hohe Toxizität der Bipyridinium-Herbizide verantwortlich.
Als Caroviologene werden nach Thomas S. Arrhenius langgestreckte elektronenleitende, konjugierte Polyene mit Pyridinium-Endgruppen bezeichnet. Diese können als „molekulare Drähte“ verwendet werden.